# Marthinus Mentz
Marthinus Johannes Mentz (Ermelo, 21 luglio 1982) è un ex rugbista a 15, ex rugbista a 7 e allenatore di rugby a 15 sudafricano, in carriera attivo nel ruolo di tre quarti ala ed internazionale per il Sudafrica nella disciplina del rugby a 7.

## Biografia
Mentz nasce a Ermelo, in Sudafrica, nella provincia dell'Eastern Transvaal (oggi Mpumalanga).
In età giovanile, rappresenta il proprio Paese con la formazione Under-16 e con la selezione South Africa Schools.
Nel 2002 viene promosso nella rosa della prima squadra dei Leopards che disputano la Currie Cup; nel 2005 passa ai Griquas per quattro stagioni vincendo 2 titoli di Vodacom Cup, prima di vestire la maglia dei Pumas coi quali disputa la finale di Currie Cup 2012.
Nel 2008-09 viene ingaggiato in Italia dal Veneziamestre, giocando la finale di Coppa Italia contro Rovigo dove segna una meta.
Già selezionato con la rappresentativa giovanile Under-21 nel rugby a 15, dal 2006 al 2011 fa parte della rosa della Nazionale sudafricana a 7 che disputa il circuito internazionale delle Sevens World Series e nel 2010 i XIX Giochi del Commonwealth, dove si aggiudica la medaglia di bronzo.
Terminata l'attività di giocatore, dal 2013 intraprende quella di allenatore nel club dei Pumas, ricoprendo il ruolo di capo allenatore nelle stagioni 2015 e 2016.

## Palmarès

### Giocatore
- Australia Sevens: 1
Sudafrica: 2008
- Vodacom Cup: 2
Griquas: 2005, 2007

### Allenatore
- Vodacom Cup: 1
Pumas: 2015